# Marsa-Gletscher
Der Marsa-Gletscher (bulgarisch ледник Марса lednik Marsa) ist ein 5 km langer und 1,5 km breiter Gletscher im westantarktischen Ellsworthland. In den Bangey Heights auf der Ostseite der nordzentralen Sentinel Range des Ellsworthgebirges fließt er nordöstlich des Patlejna-Gletschers und nordwestlich des Kopfendes des Padala-Gletschers von den Nordhängen des Golemani Peak in nordnordöstlicher Richtung zwischen dem Oreshak Peak und dem Fucha Peak zum Embree-Gletscher, den er westlich des Mount Schmid erreicht.
US-amerikanische Wissenschaftler kartierten ihn 1961 und 1988. Die bulgarische Kommission für Antarktische Geographische Namen benannte ihn 2014 nach der mittelalterlichen Ortschaft Marsa im Süden Bulgariens.